# 荒井美早
荒井 美早（あらい みさき）は、日本の脚本家。脚本家で監督の荒井晴彦は実父。

## 主な作品

### テレビドラマ
- 深夜食堂（第2シリーズ）第15話・第16話（2011年、脚本)
- ソドムの林檎〜ロトを殺した娘たち（2013年、脚本)
- 深夜食堂（第3シリーズ）第21話（2014年、脚本)

### 映画
- 共喰い（2013年、脚本助手）
- 空の瞳とカタツムリ（2017年湯布院映画祭にて特別試写[2]、2018年第19回東京フィルメックス特別招待作品[3]、脚本）